# Polle
Polle là một đô thị trong huyện Holzminden, bang Niedersachsen, Đức. Đô thị Polle có diện tích 21,2 km², dân số thời điểm ngày 31 tháng 12 năm 2006 là 1182 người. Đô thị Polle nằm bên sông Weser, cự ly khoảng 8 km về phía tây bắc của Holzminden.
Polle là thủ phủ của Samtgemeinde ("đô thị tập thể") Polle.